# Ermeta (Guiço)
Ermeta ist ein osttimoresischer Ort im Suco Guiço (Verwaltungsamt Loes, Gemeinde Liquiçá). Das Dorf liegt im Zentrum der Aldeia Pandevou, in einer Meereshöhe von 192 m. Eine Überlandstraße führt weiter nach Norden in das Dorf Pandevou und nach Südwesten zum Dorf Vatu-Vei. Die Häuser von Ermeta gruppieren sich entlang der Straße. Östlich verläuft ein Fluss, der nach Süden zum Lóis fließt. Südlich von Ermeta befindet sich an der Grenze zur Aldeia Vatu-Vei der Hügel Foho Vatukerbau (134 m).
In Ermeta befindet sich der Sitz der Aldeia.